# Ana Victoria Beltrán
Ana Victoria Beltrán Ramírez (Bogotá, 26 de enero de 1980) es una actriz y diseñadora de modas colombiana. Reconocida por su papel de Daniela Franco en la recordada serie Padres e Hijos la cual estuvo en un lapso de 16 años al aire con esta serie.

## Biografía
Estudió Diseño de modas y textiles. Empezó a actuar a las 7 años en teatro y dio luego el salto a la televisión a través del famoso programa Musidramas. Luego participó en series como Cuando quiero llorar no lloro y Decisiones. Duró 16 años haciendo el papel de Daniela en Padres e hijos, y combina este trabajo de "planta" con algo de teatro y cine (en el año 2006 actuó en la película Peloteros en Perú).
Durante 16 años, interpretó al controvertido personaje de Daniela Franco en la serie de televisión colombiana Padres e hijos.
Desde 2014 trabaja como diseñadora de modas, dirige su empresa de importaciones y venta de ropa y accesorios en línea, a través de sus redes sociales.
Descubrió que una de sus pasiones es enseñar, en el programa "En Las Mañanas Con Uno", reveló que actualmente disfruta dando clases de teatro a niños y niñas. En el 2016 regresó a las tablas con la obra "La Sonata a Kreutzer", una adaptación del libro del escritor ruso León Tolstoi.
Tras finalizar la serie Padres e Hijos,ha participado en el reality "La Granja" de Caracol Televisión, también ha sido protagonista de programas unitarios en las series "Mujeres Al Límite" y "Tu Voz Estéreo". En el 2016 hace parte del elenco de la telenovela "Cuando Vivas Conmigo" del Canal Caracol, basada en el libro "El Héroe Discreto" de Mario Vargas Llosa. También participó en "Vídeo Viral", el capítulo número 4 de la serie de comedia web "Mesa para Camaleones", junto a la actriz Carolina Ramírez y el presentador Carlos Vargas. El vídeo se estrenó a través de YouTube el 9 de octubre de 2016, convirtiéndose en pocas horas en uno de los más populares de la serie.

## Filmografía

### Televisión
| Año       | Título                        | Personaje                        | Canal              |
| --------- | ----------------------------- | -------------------------------- | ------------------ |
| 2021      | Enfermeras                    | Carmenza                         | Canal RCN          |
| 2016-2017 | Cuando vivas conmigo          | Martha                           | Caracol Televisión |
| 2014      | Mujeres al límite             | Sandra                           | Caracol Televisión |
| 2013      | Entérese                      | Protagonista                     | Caracol Televisión |
| 2013      | Tres Caínes                   | Guerrillera                      | Canal RCN          |
| 2012      | Tu voz estéreo                | Protagonista                     | Caracol Televisión |
| 2011-2012 | Flor salvaje                  | Fideito                          | Telemundo          |
| 2011      | Mujeres al límite             | Lilian Hernández                 | Caracol Televisión |
| 2010      | A corazón abierto             | Diana                            | Canal RCN          |
| 2008      | Decisiones                    | Protagonista                     | Telemundo          |
| 1993-2009 | Padres e hijos                | Daniela Franco de Huertas        | Caracol Televisión |
| 1990-1991 | Cuando quiero llorar no lloro | Ana María Londoño Kopell (joven) | Canal A            |
| 1985      | Musidramas                    |                                  | Canal A            |

## Serie web
| Año  | Título               | Capítulo        | Personaje  |
| ---- | -------------------- | --------------- | ---------- |
| 2016 | Mesa para Camaleones | 4 - Vídeo Viral | Ella misma |

## Cine
| Año  | Título    | Personaje |
| ---- | --------- | --------- |
| 2006 | Peloteros | Lola      |

## Reality
| Año  | Título               | Rol          | Canal              |
| ---- | -------------------- | ------------ | ------------------ |
| 2018 | MasterChef Celebrity | Participante | Canal RCN          |
| 2010 | La Granja Tolima     | Participante | Caracol Televisión |

## Teatro
| Año  | Título                        | Personaje  |
| ---- | ----------------------------- | ---------- |
| 2016 | La Sonata a Kreutzer          | -          |
| 2012 | Más allá del umbral           | -          |
| 2010 | Betty Godt, la inconquistable | Betty Godt |

## Premios y nominaciones

### Premios TVyNovelas
| Año  | Categoría                         | Telenovela o Serie | Resultado |
| ---- | --------------------------------- | ------------------ | --------- |
| 2003 | Mejor actriz de reparto           | Padres e hijos     | Ganadora  |
| 2002 | Mejor actriz protagónica de serie | Padres e hijos     | Ganadora  |
| 2000 | Mejor actriz protagónica de serie | Padres e hijos     | Nominada  |
| 1995 | Mejor actriz infantil             | Padres e hijos     | Ganadora  |
| 1994 | Mejor actriz infantil             | Padres e hijos     | Nominada  |